# Perudyptes devriesi
A Perudyptes devriesi a madarak (Aves) osztályának pingvinalakúak (Sphenisciformes) rendjébe, ezen belül a pingvinfélék (Spheniscidae) családjába tartozó fosszilis faj.
Még nem sikerült besorolni, valamelyik pingvinalcsaládba. Nemének eddig az egyetlen felfedezett faja.

## Tudnivalók
A Perudyptes devriesi ezelőtt 42 millió éve élt, a középső eocén korszakban, ott, ahol manapság Peru nyugati partja van. A maradványait a Paracas-formációban találták meg.
A tudományos nevének a nemi fele, azaz a Perudyptes Perunak – a megtalálási helyének –, valamint a dyptes görög szónak (’merülő’, ’búvár’) összevonásából született. A fajnevét, vagyis a tudományosból a másodikat, a devriesi-t, Thomas DeVriesról, a Vashon Island High School egyik tanáráról kapta, aki sokat tevékenykedett Peruban.
A szóban forgó pingvinfaj a rendjének egyik bazális képviselője. Ennek a madárnak a felfedezése igen jelentős, mivel kitölt egy 20 millió éves üres teret, melyben a pingvinek evolúciójáról eddig nem tudtunk semmit. A Perudyptes devriesi a paleocén kori Waimanu-fajok és az ezeket követő legősibb megtalált pingvinek között helyezhető el.
A Perudyptes devriesi koponyáján a fossa temporalisok mélyek; más bazális pingvinektől eltérően a csőre meghosszabbodott és vékony. A szárnyának a csontozata a Waimanu-fajokra emlékeztető kezdetleges evezőszárny, azonban a modern pingvinekre jellemző szárnyalak is észrevehető.

## Fordítás
- Ez a szócikk részben vagy egészben  a   Perudyptes című angol Wikipédia-szócikk ezen változatának fordításán alapul.  Az eredeti cikk szerkesztőit annak laptörténete sorolja fel. Ez a jelzés csupán a megfogalmazás eredetét és a szerzői jogokat jelzi, nem szolgál a cikkben szereplő információk forrásmegjelöléseként.